# Новгородская мужская гимназия
Новгородская мужская гимназия — главное среднее учебное заведение Новгородской губернии.

## История
Торжественное открытие мужской гимназии в Новгороде состоялось 9 июля 1808 года. Как и большинство открывавшихся тогда гимназий её основой послужило четырёхклассное народное училище, существовавшее с 1786 года. Гимназия первоначально была размещена в старом здании народного училища на Посольской улице.
Первыми преподавателями гимназии, которых по штату положено было 8 человек, были, главным образом, выпускники духовных учебных заведений, окончившие специальный курс в Петербургском педагогическом институте. Первым директором был назначен А. Я. Макулов, которого вскоре сменил Н. И. Монкошов. Как писал Н. К. Отто, возглавлявший гимназию около 30 лет, Монкошев «не обладая педагогическими дарованиями и оставаясь в продолжение своего директорства только чиновником, представлял аккуратно бумаги и отчёты; но доверия в обществе к гимназии возбудить не мог». Поэтому гимназия была крайне малочисленной: если в 1809 году в гимназии было 31 ученика, то в 1816 году — всего 6 человек, в связи с чем в неё стали приниматься (до 1928 года) кантонисты из новгородского военно-сиротского отделения, что, впрочем, не улучшило значительно положение. Дворянских детей почти не было: «в 1811 году было двое дворян, в 1822 году — двое же и в 1823 и 24 только один».
После визита в 1827 году министра народного просвещения новгородское дворянство выделило место для строительства нового здания. Однако строительство сильно затянулось и только в 1838 году гимназия переехала в новое здание на Большой Московской улице. Трёхэтажный учебный корпус в стиле позднего классицизма соединялся каменными воротами с двухэтажным флигелем, а в глубине участка располагалось одноэтажное здание пансиона, в котором позже была открыта домовая церковь. В 1839 году число учащихся составило 100 человек, в их числе было 20 дворянских пансионеров.
После преобразования по Уставу 1864 года Новгородская мужская гимназия стала именоваться классической. Была введена единая и обязательная для всех форма одежды: тёмно-зелёный сюртук с чёрными пуговицами, такого же цвета фуражка с синим околышем, тёмный галстук и тёмно-серые брюки. С 1871 года по новому « Уставу гимназий и прогимназий» был установлен восьмилетний срок обучения и появился подготовительный класс для подготовки к обучению в гимназии. В это время здесь учился Антон Аренский.
В 1908 году в связи с вековым юбилеем новгородская мужская гимназия стала именоваться Александровской в честь императора Александра I. В это время в ней обучалось около 400 человек.
В 1918 году гимназия была закрыта.

## Выпускники гимназии
1839
- Александр Шпаковский

1853
- Владимир Ауновский

1855
- Василий Передольский[2]

1856
- Пётр Алексеев

1860
- Александр Никитский (золотая медаль)

1870
- Иван Белавин

1874
- Дмитрий Отт
- Игорь Тютрюмов

1878
- Пётр Якубович (серебряная медаль)

1897
- Александр Медем

1899
- Иван Андреев

1903
- Михаил Данилевич

1909
- Артур Фраучи (Артузов) (золотая медаль)

## Педагоги гимназии
С 1844 по 1851 годы в гимназии работал И. И. Красов. 
Почти двадцать лет русскую грамматику и географию преподавал И. К. Куприянов. 
В 1868—1871 годах, сразу после окончания Санкт-Петербургского университета, истории и географии гимназистов обучал Я. Г. Гуревич.
Французский язык преподавал Я. С. Ельяшевич.
Директора
- 1840-е гг. Александр Лыкошин
- 1850-е гг. Ф. И. Эрдман[3]
- 1865—1867 Н. П. Гамбурцов
- 1868—1875? Ф. А. Александров[4]
- 1887—1908 А. Ф. Колоколов[5][6].